# Bergia aestivosa
Bergia aestivosa là một loài thực vật có hoa trong họ Elatinaceae. Loài này được (Wight) Steud. mô tả khoa học đầu tiên năm 1840.